# Handbollsligan Dam
Handbollsligan Dam ist Schwedens höchste Spielklasse im Handball der Frauen. Vor der Saison 2016/17 wurde die Liga als Elitserien i handboll för damer und anschließend bis zum Saisonende 2022/23 als Svensk HandbollsElit (kurz: SHE) bezeichnet.

## Geschichte
Die erste Meisterschaft gewann 1951 der Göteborger Verein Kvinnliga IK Sport.
Zwischen 1951 und 1967 wurde die Meisterschaft im Turniersystem ausgetragen. 1968 spielten die besten vier die Meisterschaft in einem Schlussspiel (slutspel) aus. Von 1969 bis 1973 wurde die Meisterschaft wieder in Turnierform ausgetragen. Seit 1977 gibt es wieder das Schlussspiel.

## Schwedischer Meister
- 1951 – Kvinnliga IK Sport
- 1952 – Kvinnliga IK Sport
- 1953 – Kvinnliga IK Sport
- 1954 – Kvinnliga IK Sport
- 1955 – Kvinnliga IK Sport
- 1956 – IF Guif
- 1957 – Kvinnliga IK Sport
- 1958 – Kvinnliga IK Sport
- 1959 – Kvinnliga IK Sport
- 1960 – Kvinnliga IK Sport
- 1961 – Kvinnliga IK Sport
- 1962 – IK Ymer
- 1963 – IK Bolton
- 1964 – Kvinnliga IK Sport
- 1965 – IK Bolton
- 1966 – IK Bolton
- 1967 – IK Bolton
- 1968 – IK Bolton
- 1969 – Kvinnliga IK Sport
- 1970 – Borlänge HK
- 1971 – Kvinnliga IK Sport
- 1972 – Kvinnliga IK Sport
- 1973 – Borlänge HK
- 1974 – Stockholmspolisens IF
- 1975 – Stockholmspolisens IF
- 1976 – Stockholmspolisens IF
- 1977 – Stockholmspolisens IF
- 1978 – Borlänge HK
- 1979 – Stockholmspolisens IF
- 1980 – Stockholmspolisens IF
- 1981 – Stockholmspolisens IF
- 1982 – Stockholmspolisens IF
- 1983 – Stockholmspolisens IF
- 1984 – Stockholmspolisens IF
- 1985 – Stockholmspolisens IF
- 1986 – Irsta HF
- 1987 – Tyresö HF
- 1988 – Tyresö HF
- 1989 – Tyresö HF
- 1990 – Stockholmspolisens IF
- 1991 – Irsta HF
- 1992 – Skånela IF
- 1993 – IK Sävehof
- 1994 – Sävsjö HK
- 1995 – Sävsjö HK
- 1996 – Sävsjö HK
- 1997 – Sävsjö HK
- 1998 – Sävsjö HK
- 1999 – Sävsjö HK
- 2000 – IK Sävehof
- 2001 – Skuru IK
- 2002 – Team Skåne EIK
- 2003 – Team Eslövs IK
- 2004 – Skuru IK
- 2005 – Skuru IK
- 2006 – IK Sävehof
- 2007 – IK Sävehof
- 2008 – Skövde HF
- 2009 – IK Sävehof
- 2010 – IK Sävehof
- 2011 – IK Sävehof
- 2012 – IK Sävehof
- 2013 – IK Sävehof
- 2014 – IK Sävehof
- 2015 – IK Sävehof
- 2016 – IK Sävehof
- 2017 – H 65 Höör
- 2018 – IK Sävehof
- 2019 – IK Sävehof
- 2020 – kein Meister ermittelt
(Saisonabbruch aufgrund der COVID-19-Pandemie[3])
- 2021 – Skuru IK
- 2022 – IK Sävehof
- 2023 – IK Sävehof
- 2024 – IK Sävehof
- 2025 – Skara HF